# 松川事件
松川事件 為1949年（即昭和24年）8月17日凌晨3點9分（當時為盟軍佔領日本期間，採行夏時制採行，實際發生時間為凌晨2點9分）行經國鐵東北本線福島縣松川站－金谷川站時翻覆的意外。
事故列車係由C51 113號蒸汽機車牽引，由青森開往上野的412次列車，在進入彎道處（當時東北本線仍為單線，事發處為現今的下行線），蒸汽機車脫軌翻覆，其後的兩輛行李車、一輛郵政車，兩輛客車也相繼出軌。事故造成49歲的司機員與分為27歲與23歲的司機助理死亡。
出事現場調查結果，證實為鐵軌曾經人為破壞。翻覆點附近軌道接頭處螺栓、螺帽鬆動，接板被拆除，而將鐵軌固定在枕木上的道釘也有多根被拆下。有一根長25公尺、重925公斤的鐵軌被拆掉，位移達13公尺。在附近的稻田裡發現了一隻撬棍和一把扳手。

由於國鐵不久前才發生下山事件和三鷹事件，本事件也備受關注。當局調查認為此事件是東芝松川工廠（現為北芝電機）工會和國鐵工會成員共同陰謀犯案。事件發生24天候，於9月10日，有一名前國鐵道班的少年工人因傷害罪被捕，但被調查是否與松川事件有關。在被捕九天後，這名少年承認犯下松川事件，並供出同夥。連同少年，陸續逮捕了20名東芝工會與國鐵工會的成員，並依據嫌犯們的口供加以起訴。 但由於偵查機關隱瞞嫌犯無罪的重要證據（包括不在場證明），嫌犯在被判處死刑後經過多次審判，終於在1963年（昭和38年）被判無罪。

由於迄今仍無法確認真正的犯人為何，故與同年度發生之下山事件及三鷹事件，並稱為「國鐵三大謎案」。

## 外部連結
- 松川事件（日文）

1. ↑  聯合新聞網. . 轉角國際 udn Global.   [2024-12-16]. （原始内容存档于2025-05-22） （中文（臺灣））.